# Foveosculum occidentale
Foveosculum occidentale är en stekelart som beskrevs av Heinrich 1967. Foveosculum occidentale ingår i släktet Foveosculum och familjen brokparasitsteklar. Inga underarter finns listade i Catalogue of Life.